# Governo Piñera I
Il Governo Piñera I è stato il governo del Cile in carica dall'11 marzo del 2010 all'11 marzo 2014, dopo la vittoria di Sebastián Piñera alle elezioni presidenziali del 2009.

## Composizione
Rinnovamento Nazionale (RN)
     Unione Democratica Indipendente (UDI)
     Indipendenti
| Carica o ministero                   | Titolare | Titolare | Titolare                                                    | Partito                         |
| ------------------------------------ | -------- | -------- | ----------------------------------------------------------- | ------------------------------- |
| Presidente                           |          |          | Sebastián Piñera                                            | Rinnovamento Nazionale          |
| Interno                              |          |          | Rodrigo Hinzpeter Fino al 5 novembre 2012                   | Rinnovamento Nazionale          |
| Interno                              |          |          | Andrés Chadwick Dal 5 novembre 2012                         | Unione Democratica Indipendente |
| Esteri                               |          |          | Alfredo Moreno                                              | Indipendente                    |
| Difesa                               |          |          | Jaime Ravinet de la Fuente Fino al 13 gennaio 2011          | Indipendente                    |
| Difesa                               |          |          | Andrés Allamand Dal 16 gennaio 2011 al 5 novembre 2012      | Rinnovamento Nazionale          |
| Difesa                               |          |          | Rodrigo Hinzpeter Dal 5 novembre 2012                       | Rinnovamento Nazionale          |
| Finanze                              |          |          | Felipe Larraín Bascuñán                                     | Indipendente                    |
| Segreteria generale della Presidenza |          |          | Cristián Larroulet Vignau                                   | Indipendente                    |
| Segreteria generale del Governo      |          |          | Ena von Baer Fino al 18 luglio 2011                         | Unione Democratica Indipendente |
| Segreteria generale del Governo      |          |          | Andrés Chadwick Dal 18 luglio 2011 al 5 novembre 2012       | Unione Democratica Indipendente |
| Segreteria generale del Governo      |          |          | Cecilia Pérez Jara Dal 5 novembre 2012                      | Rinnovamento Nazionale          |
| Economia, sviluppo e turismo         |          |          | Juan Andrés Fontaine Talavera Fino al 18 luglio 2011        | Indipendente                    |
| Economia, sviluppo e turismo         |          |          | Pablo Longueira Dal 18 luglio 2011 al 29 aprile 2013        | Unione Democratica Indipendente |
| Economia, sviluppo e turismo         |          |          | Félix de Vicente Dal 7 maggio 2013                          | Unione Democratica Indipendente |
| Solidarietà sociale                  |          |          | Felipe Kast Fino al 18 luglio 2011                          | Indipendente                    |
| Solidarietà sociale                  |          |          | Joaquín Lavín                                               | Unione Democratica Indipendente |
| Solidarietà sociale                  |          |          | Bruno Baranda                                               | Rinnovamento Nazionale          |
| Istruzione                           |          |          | Joaquín Lavín Fino al 18 luglio 2011                        | Unione Democratica Indipendente |
| Istruzione                           |          |          | Felipe Bulnes Dal 18 luglio al 29 dicembre 2011             | Rinnovamento Nazionale          |
| Istruzione                           |          |          | Harald Beyer Dal 29 dicembre 2011 al 4 aprile 2013          | Indipendente                    |
| Istruzione                           |          |          | Carolina Schmidt Dal 22 aprile 2013                         | Indipendente                    |
| Giustizia                            |          |          | Felipe Bulnes Fino al 18 luglio 2011                        | Rinnovamento Nazionale          |
| Giustizia                            |          |          | Teodoro Ribera Dal 18 luglio 2011 al 17 dicembre 2012       | Rinnovamento Nazionale          |
| Giustizia                            |          |          | Patricia Pérez Goldberg Dal 17 dicembre 2012                | Indipendente                    |
| Lavoro e previdenza sociale          |          |          | Camila Merino Fino al 14 gennaio 2011                       | Indipendente                    |
| Lavoro e previdenza sociale          |          |          | Evelyn Matthei Dal 16 gennaio 2011 al 22 luglio 2013        | Unione Democratica Indipendente |
| Lavoro e previdenza sociale          |          |          | Juan Carlos Jobet Dal 24 luglio 2013                        | Rinnovamento Nazionale          |
| Lavori pubblici                      |          |          | Hernán de Solminihac Fino al 18 luglio 2011                 | Indipendente                    |
| Lavori pubblici                      |          |          | Laurence Golborne Dal 18 luglio 2011 al 5 novembre 2012     | Indipendente                    |
| Lavori pubblici                      |          |          | Loreto Silva Dal 5 novembre 2012                            | Indipendente                    |
| Sanità                               |          |          | Jaime Mañalich                                              | Indipendente                    |
| Edilizia e affari urbani             |          |          | Magdalena Matte Fino al 19 aprile 2011                      | Unione Democratica Indipendente |
| Edilizia e affari urbani             |          |          | Rodrigo Pérez Mackenna Dal 19 aprile 2011                   | Unione Democratica Indipendente |
| Agricoltura                          |          |          | José Antonio Galilea Fino al 29 dicembre 2011               | Rinnovamento Nazionale          |
| Agricoltura                          |          |          | Luis Mayol Dal 29 dicembre 2011                             | Rinnovamento Nazionale          |
| Energia                              |          |          | Ricardo Raineri Fino al 14 gennaio 2011                     | Indipendente                    |
| Energia                              |          |          | Laurence Golborne Dal 16 gennaio al 18 luglio 2011          | Indipendente                    |
| Energia                              |          |          | Fernando Echeverría Dal 18 al 21 luglio 2011                | Rinnovamento Nazionale          |
| Energia                              |          |          | Rodrigo Álvarez Zenteno Dal 22 luglio 2011 al 27 marzo 2012 | Unione Democratica Indipendente |
| Energia                              |          |          | Jorge Bunster Dal 3 aprile 2012                             | Indipendente                    |
| Miniere                              |          |          | Laurence Golborne Fino al 18 luglio 2011                    | Indipendente                    |
| Miniere                              |          |          | Hernán de Solminihać Dal 18 luglio 2011                     | Indipendente                    |
| Trasporti e telecomunicazioni        |          |          | Felipe Morandé Fino al 14 gennaio 2011                      | Indipendente                    |
| Trasporti e telecomunicazioni        |          |          | Pedro Pablo Errázuriz Dal 16 gennaio 2011                   | Indipendente                    |
| Beni nazionali                       |          |          | Catalina Parot Fino al 5 novembre 2012                      | Rinnovamento Nazionale          |
| Beni nazionali                       |          |          | Rodrigo Pérez Mackenna Dal 5 novembre 2012                  | Unione Democratica Indipendente |
| Ambiente                             |          |          | María Ignacia Benítez                                       | Unione Democratica Indipendente |
| Sport                                |          |          | Gabriel Ruiz-Tagle                                          | Unione Democratica Indipendente |
| Politiche per le donne               |          |          | Carolina Schmidt Fino al 22 aprile 2013                     | Indipendente                    |
| Politiche per le donne               |          |          | Loreto Seguel Dal 22 aprile 2013                            | Unione Democratica Indipendente |
| Cultura                              |          |          | Luciano Cruz-Coke Fino al 6 giugno 2013                     | Indipendente                    |
| Cultura                              |          |          | Roberto Ampuero Dal 9 giugno 2013                           | Indipendente                    |